# Anis (geologie)

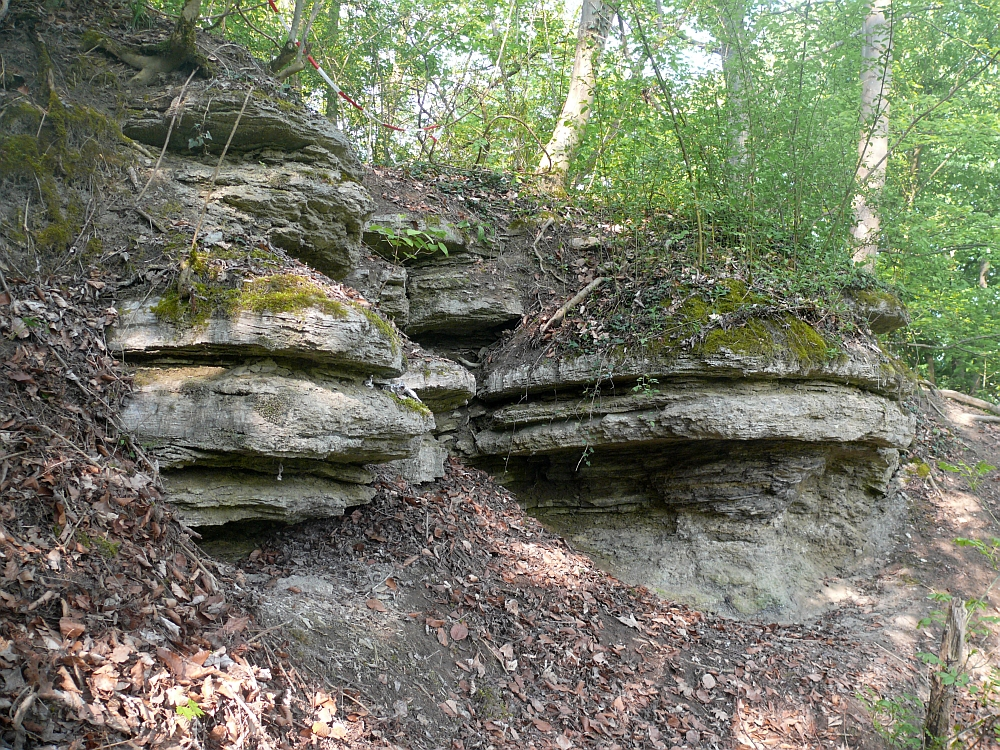
Sedimenty z období věku anis v Evropě.

Anis je geologický věk spadající do období středního triasu (počátek druhohorní éry). Je datován do doby před 247,2 až 242 miliony let. Tomuto věku předchází věk Olenek a je následován věkem Ladin.

## Charakteristika
V průběhu tohoto období se světové ekosystémy stále „vzpamatovávaly“ z katastrofy na konci permu, která se odehrála před 252 miliony let a byla nejvíce drastickým masovým vymíráním v dějinách života na Zemi. Všechny kontinenty byly tehdy ještě spojeny v jediný superkontinent Pangeu a pevninským ekosystémům dominovali plazi, především již zástupci skupiny Archosauromorpha. Velmi četní ale byli také obojživelníci ze skupiny Temnospondyli a plazi z kladů Ichthyopterygia, Sauropterygia, Therapsida a další.
Patrně v této době se objevují také první praví dinosauři, ačkoliv fosilní kosterní pozůstatky takto starých zástupců skupiny dosud objeveny nebyly. Jejich blízkými příbuznými byly nicméně rody Asilisaurus a Nyasasaurus, objevení na území Tanzanie a žijící zhruba před 246 až 242 miliony let.